# Santa Teresa (Carazo)
Pour les articles homonymes, voir Santa Teresa.
Santa Teresa est une municipalité nicaraguayenne du département de Carazo au Nicaragua.

## Géographie
La ville se limite au nord avec les municipalités de La Paz de Oriente et El Rosario , au sud avec l' océan Pacifique , à l'est avec les municipalités de Nandaime ,  Belén et Tola , et à l'ouest avec les municipalités de La Conquista et Jinotepe .  Le siège municipal est situé à 53 km de la capitale Managua , reliée à celle-ci par la route panaméricaine .
Les quatre fleuves les plus importants des départements de Carazo et Rivas naissent dans la municipalité : le Río Grande de Carazo, Acayo, Escalante et Ochomogo, ainsi qu'une centaine d'affluents de ceux-ci.

## Histoire
L'existence de Santa Teresa remonte à des siècles passés, puisqu'en 1860, elle fut classée comme ville, par le deuxième article de la loi législative du 23 février 1916, elle reçut le titre de Villa. Le 17 novembre 1949, le titre de ville a été conféré par la loi législative. Selon certains historiens sur les origines des premiers habitants de cette ville, ceux-ci sont venus de la ville de Cartago , au Costa Rica , forcés par les éruptions volcaniques d' Irazú.

## Démographie
Santa Teresa a une population de 18 403 habitants (2020). De la population totale, 50% sont des hommes et 50% sont des femmes. Près de 37,2% de la population vit en zone urbaine.

## Nature et climat
La commune a un climat tropical de savane  défini comme semi-humide, car sa température varie entre 26 et 27 °C. La pluviométrie moyenne est de 1 400 mm, caractérisée par une bonne répartition des précipitations tout au long de l'année

## Quartiers
Il y a un total de 4 quartiers urbains (Guadalupe, San Antonio, San José, El Calvario) et 53 communautés rurales.

## Économie
Le secteur agricole est l'activité principale, le riz , le maïs , les haricots , le sorgho , la canne à sucre et de petites quantités de légumes et de tubercules sont cultivés . Le secteur de l'élevage occupe la deuxième place avec environ 2878 têtes de bétail pour la viande et le lait.